# Pherenice tristis
Pherenice tristis är en spindelart som beskrevs av Tord Tamerlan Teodor Thorell 1899. Pherenice tristis ingår i släktet Pherenice och familjen hjulspindlar.
Artens utbredningsområde är Kamerun. Inga underarter finns listade i Catalogue of Life.